# ابن الأثير أبو السعادات
هو مجد الدين أبو السعادات المبارك بن محمد بن محمد بن محمد بن عبد الكريم الشيباني الجزري بن الأثير (544- 606 هـ / 1150- 1210 م)، محدث لغوي عربي.

## مولده ونشأته
ولد ونشأ في جزيرة ابن عمر على نهر دجلة شمال الجزيرة الفراتية، وإليها تنسب أسرته وجماعته، فيقال لهم (آل الجزري)، وهم من بني شيبان بن ثعلبة بن بكر بن وائل، أكثر القبائل العربية قوة ونفوذًا في تلك المنطقة.

## نسبه
هو الأخ الأكبر لابن الأثير الكاتب الوزير الأديب، وابن الأثير الجزري المؤرِّخ، وجميعهم ذوو علم وفضل ومكانة. كان والدهم يشغل منصباً رفيعاً لدى الأمير مجاهد الدين قايماز، ثم في سنة (565 هـ)، انتقل مع والده وإخوته إلى الموصل، وفيهاً نشأ وتلقى علومه ومعارفه، ثم اتصل بعز الدين مسعود الأتابكي، فقربه وجعله من خاصته وكتبته، وولاه ديوان الرسائل، إلا أنه آثر طلب العلم فانتقل بعد مدة إلى بغداد وتتلمذ على كبار علمائها.

## شيوخه
- ناصح الدين سعيد بن المبارك بن الدهان، قرأ عليه النحو والأدب.[7]
- أبو بكر يحيى بن سعدون القرطبي.[8]
- أبو الحزم مكي بن الريان بن شبَّة النحوي الضرير.
- أبو الفضل عبد الله بن أحمد بن محمد الطوسي.
- عبد الوهاب بن سُكينة.[9]

## تلاميذه
سبط ابن الجوزي صاحب كتاب مرآة الزمان في تواريخ الأعيان.

## مؤلفاته
- جامع الأصول في أحاديث الرسول[10]
- النهاية في غريب الحديث والأثر - أربعة أجزاء (مطبوع)[10]
- شافي العي في شرح مسند الشافعي - عشرة أجزاء (مطبوع)
- البديع في علم العربية[11]
- الإنصاف في الجمع بين الكشف والكشاف - في التفسير[10]
- المرصع في الآباء والأمهات والبنات (مطبوع)
- ديوان الرسائل[11]
- المختار في مناقب الاخيار (مخطوط)[10]
- تجريد أسماء الصحابة (مخطوط)
- منال الطالب، في شرح طوال الغرائب (مخطوط) - خزانة الرباط - الزكلي
- المصطفى والمختار في الأدعية والأذكار[12]

## مناصبه
ولي ديوان الإنشاء لصاحب الموصل عز الدين مسعود الأتابكي

## ثناء العلماء عليه
قال الذهبي: «كان ورِعًا عاقلًا بهيًّا، ذا بِرٍّ وإحسان»
وقال ابن الجوزي: «روى الحديث، وانتفع به النَّاس، وكان عاقلًا مهيبًا، ذا بر وإحسان».
وقال جمال الدين القفطي: «كاتب فاضل، له معرفة تامة بالأدب، ونظر حسن في العلوم الشرعية».
وقال ابن كثير: «كان ورعًا مهيبًا عاقلًا مهابًا ذا بر وإحسان».
ووصفه جلال الدين السيوطي أنه: «من مشاهير الْعلمَاء، وأكابر النبلاء، وأوحد الْفُضَلَاء»
وقال ابن خلكان: «كان فقيهًا محدثًا أديبًا نحويًا عالمًا بصنعة الحساب والإنشاء ورعًا عاقلًا مهيبًا ذا بر وإحسان»

## مرضه ووفاته
أصيب بالنقرس فبطلت حركة يديه ورجليه. ولازمه هذا المرض إلى أن توفى في إحدى قرى الموصل، قيل: إن تصانيفه كلها، ألفها في زمن مرضه، إملاء على طلبته، وهم يعينونه بالنسخ والمراجعة.
ولما أُقعد آخرة عمره، جاء رجل مغربي فعالجه بدهن صنعه، فبانت ثمرته، وتمكَّن من مدِّ رجليه، فقال لأخيه عز الدين أبي الحسن علي بن الأثير: أعطه ما يرضيه، واصرفه، فقال أخوه: لماذا وقد ظهر النُّجح؟! قال: هو كما تقول، ولكني في راحة من صحبة هؤلاء القوم - يعني الأمراء والسلاطين - وقد سكنت نفسي إلى الانقطاع والدعة، وبالأمس كنت أُذِل نفسي بالسعي إليهم، وهنا في منزلي لا يأتون إليَّ إلا في مشورة مهمة، ولم يبق من العمر إلا القليل، فدعني أعش باقيه حراً سليماً من الذل، قال أخوه: فقلبت قوله وصرفت الرجل بإحسان.
فلزم بيته صابراً محتسباً، يقصده العلماء، ويفد إليه السلاطين والأمراء، يقبسون من علمه، وينهلون من فيضه، حتى توفي رحمه الله بالموصل سنة 606 هـ.